# Choeroclaenus turgidunculus
Il cherocleno (Choeroclaenus turgidunculus Cope 1888) è un mammifero estinto, classificato in passato fra i condilartri. Visse nel Paleocene inferiore (circa 64 - 63 milioni di anni fa) e i suoi resti fossili sono stati ritrovati in Nordamerica.

## Descrizione
Questo animale è noto principalmente per materiale dentario; doveva essere della taglia di un grosso scoiattolo. Le caratteristiche dentarie richiamano il genere Mioclaenus, strettamente imparentato. I premolari erano sporgenti nello stesso modo di Mioclaenus; i caratteri del paraconide e dell'entoconide erano anch'essi molto simili a quelli di Mioclaenus. Inoltre, molte caratteristiche della dentatura richiamano quelle degli artiodattili bunodonti primitivi. Tuttavia, l'astragalo era molto vicino a quello dei creodonti e di altri mammiferi arcaici come Arctocyon.

## Classificazione
Choeroclaenus turgidunculus venne descritto per la prima volta da George Gaylord Simpson nel 1937, sulla base di resti fossili ritrovati in Nuovo Messico in terreni del Paleocene inferiore. Simpson ritenne che le caratteristiche dentarie fossero simili a quelle degli artiodattili dai molari bunodonti come i suiformi (da qui il nome Choeroclaenus, con il prefisso choeros-, maiale). In ogni caso, Choeroclaenus è ritenuto essere ancestrale al genere Mioclaenus, di poco successivo, e come quest'ultimo è classificato all'interno della famiglia Mioclaenidae.